# Cikandang (Cikajang)
Cikandang is een bestuurslaag in het regentschap Garut van de provincie West-Java, Indonesië. Cikandang telt 5945 inwoners (volkstelling 2010).